# 汪一勺
汪一勺（16世紀—16世紀），號梅泉，廣東南雄府保昌縣人，明朝政治人物。

## 生平
汪一勺是嘉靖十九年（1540年）庚子科廣東鄉試舉人，授歸州知州，三年內百廢具興，得士民愛戴，上級嘉獎，刊有《唐詩正聲》並題跋，人們視為風雅人豪，後官至南康同知。

## 引用
1. 1 2  道光《直隸南雄州志·卷二十五·列傳一》：汪一勺，號梅泉，嘉靖庚子舉人，旋授湖廣歸州知州，下車三載，百務咸舉，士民愛戴，兩臺嘉獎，所刊《唐詩正聲》並著題跋，世有風雅人豪之目焉，仕至南康府同知。 採大學士張居正文，舊志